# Criuleni
Criuleni este un oraș în Republica Moldova, reședința raionului omonim.

## Etimologie
Denumirea orașului de Criuleni este de orgine antroponimică, din numele personal Crivu (Crivul) + formațiunea -eni. Radicalul substantivului kriv (крив; kривий; кривой) este prezent în antroponime cu sensul de „strâmb”, „schilod”.

## Istorie

### Legendă
Și aici există, ca la Cimișlia, o variantă locală a legendei cu Romeo și Julieta ca "explicație" etimologică: aici sunt denumiți Criu și Lenuța. Ca în celelalte variante, cei doi îndrăgostiți sunt proveniți din localitățile vecine, și părinții le interzic să se căsătoreasca. Dar, în timp ce legenda Cimișleană are un sfârșit vesel, cea Criuleană are un sfârșit tragic: negăsind nici-o soluție, Criu și Lenuța s-au aruncat în Nistru. În acel loc veneau părinții și rudele celor doi tineri, și îi plângeau, regretând tragedia pe care au provocat-o. Peste puțin timp părinții și rudele au trecut cu traiul pe malul Nistrului, dorind sa fie mai aproape de cei dragi, iar localitatea au numit-o Crio-Leana.

### Atestare
Prima atestare documentară a localității Criuleni este din 1607:
„Io, Mihail Movilă voievod, din mila lui Dumnezeu, domn al Țării Moldovei. Iată au venit înaintea noastră și înaintea tuturor boierilor noștri moldoveni, mari și mici, Petriman, fiul lui Crutco și Toni, fiul lui Ion Grozincă și Ionașco, fiul lui Bâtă, și Meletichi, fiul lui Căldărușu, de bună voia lor, nesiliți de nimeni, nici asupriți și au vândut dreapta lor ocină și dedină, un sat care se numește Zaloceanii vad de moară care este mai sus de gura Răutului și mai sus de Criveni și un loc de mori unde cade Moșcova în Răut, din privilegii de danie și de cumpărătură în loc pustiu, pe care le-au avut părinții lor, Crutcu și Ion Grizincă și Bâtăi Căldărușu, dela Ioan voievod și din ispisoc dela prea iubit unchiul domniei mele, Io Eremia voievod, pe acel sat mai sus scris Zaloceanii.

...

Scris la Iași, în anul 7116 <1607> Septembrie 23.

Însuși domnul a zis.

Stroici mare logofăt a învățat.

Grozav a scris.”

### Perioada Țării Moldovei
Un alt document istoric din 5 mai 1618 vorbește despre Vasile, care donează lui Nicolae Donici partea lui din satul Criuleni. Către sfârșitul sec. XVIII în Criuleni exista un șantier naval. În alt document se precizează că localitatea este veche și că satul în formațiunea lui actuală exista în anul 1814, când a fost înălțată biserica Sfântul Mihail. Pe vremea aceea, satul era legată printr-un pod de orașul Dubăsari din Podolia, situat ceva mai sus de Criuleni, pe malul stâng al Nistrului. Primii proprietari au fost familii de moldoveni: Sclifos, Samoilă și Tătaru.

### Perioada românească
Anuarul Eparhiei Chișinăului și Hotinului publica în 1922, notează în Criuleni Biserica Sfântul Arhanghel Mihail, zidită din piatră, și 600 de gospodării de români. Preot paroh slujea Gheorghe Știucă, de 39 de ani, absolvent al seminarului teologic, în serviciu pe loc din anul 1906. Cântăreț la biserică era Onisim Stângaci, de 63 de ani, în serviciu pe loc din anul 1916.
Conform datelor statistice din anul 1923, în Criuleni existau 474 clădiri locuite, 13 clădiri nelocuite, 2484 bărbați, 2628 femei, 2 gospodării boierești, 1 cooperativă agricolă, cooperative de consum, moară, școală primară mixtă. Însemne administrative: post de poliție, reședință de voloste, judecătorie rurală de ocol, agent sanitar, poștă de cai de zemstvă (12 cai), poștă, telegraf, telefon, primărie, circumscripție fiscal.
Se estimează că populația Criuleniului în anul 1928 număra 2597 locuitori. În localitate funcționau pretorat, primărie, percepție fiscală, vamă. În domeniul juridic, în activau judecătorie de ocol (Tribunal Orhei), 2 avocați și 1 notar. Sectorul financiar local includea Banca Populară „Criuleni”. De asemenea, unii țărani alcătuiau Cooperativa Agricolă „Glasul Țăranului”.
În anul 1928, sfera de deservirea socială era reprezentată 1 birt, 1 han și 2 frizerii. Meșteșugăritul era prestat de 3 cizmari, 4 croitori, 4 dogari, 4 fierari, 1 geamgiu, 2 rotari, 1 sobar și 2 tâmplari. Comercianții localnici erau specializați în negoțul cu cereale, nutreț, vite, oi, porcine, vinuri, caise, nuci. Industria prelucrării produselor includea 11 băcănii, 5 măcelarii, 1 brutar, 1 fabrică de spirt, 2 mori și 2 mașini de treierat; industrie casnică – pânze, covoare.
Sistemul medical în 1928 era format din 1 spital (1 medic, 1 moașă) și 1 farmacie. În educație funcționau 2 scoli primare și 1 grădiniță de copii.
Viticultori: Alâmov Olga și Trembovițchi Olga - 35 ha, Dimo Vladimir - 9 ha, Dobrovici Nicolae 18 ha, Guciujna Chirii 8 ha, Șeptelici-Herțescu Nicolae - 19 ha. Terenuri arabile era deținute de Alâmov Olga și Trernbovețchi Olga - 100 ha, Loico Ecaterina -100 ha, Dobrovici Nicolae - 100 ha, Lințe Nina - 100 ha.

### După declararea independenței
Din anul 1998, orașul Criuleni este înfrățit cu orașul Orăștie din România.

## Geografie

### Amplasare
Orașul Criuleni se amplasează în Republica Moldova, pe malul drept al Nistrului.

### Resurse naturale
Orașul Criuleni este amplasat pe un teritoriu de 3.117 ha, inclusiv extravilan 2.430 ha, intravilan 697 ha. În componența primăriei sunt incluse satele Ohrincea și Zolonceni. Satul Ohrincea are suprafața de 1.208 ha, inclusiv extravilan 1.021 ha și intravilan 187 ha. Satul Zolonceni este amplasat la o distanță de 4 km de Criuleni, are 77 gospodării și suprafața lui este inclusă în suprafața orașului. Astfel suprafața totală a fondului funciar este de 4.325 ha.
Râul Nistru se mărginește pe partea de nord-est cu orașul Criuleni pe o distanță de 3 km.
La o distanță de 2 km nord-est de oraș (trupul de pădure Zolonceni, parcela 27, subparcela D), este amplasată Peștera Surprizelor, arie protejată din categoria monumentelor naturii de tip geologic sau paleontologic.

## Demografie

### Structura etnică
Populația stabilă a orașului Criuleni era, în anul 2019, de 8.483 locuitori, dintre care bărbați - 4.037 și femei - 4.446.

Structura etnică a orașului conform recensământului populației din 2004:
| Grup etnic       | Populație | % Procentaj |
| ---------------- | --------- | ----------- |
| Moldoveni/Români | 6.135     | 85,95%      |
| Ruși             | 477       | 6,68%       |
| Ucraineni        | 419       | 5,87%       |
| Găgăuzi          | 22        | 0,31%       |
| Bulgari          | 20        | 0,28%       |
| Alții            | 65        |             |
| Total            | 7.138     | 100%        |

## Economie
Ramura de bază a orașului este agricultura, cultivarea și prelucrarea strugurilor, industria alimentară de producere și prelucrare a fructelor și legumelor, mezelurilor și uleiurilor vegetale. Pe teritoriul orașului activează peste 700 agenți economici, cea mai mare parte o constituie gospodăriile țărănești – 596. Numărul agenților care activează cu statut de persoană juridică este de circa 50 întreprinderi, cea mai răspândită formă fiind societatea cu răspundere limitată – 29 întreprinderi și societăți pe acțiuni – 11 întreprinderi. În teritoriu funcționează fabrica de vinuri „Nistru-Vin”, 6 formațiuni agricole care arendează 764 ha de pământ agricol de la 400 deținători de cote, filiala Criuleni a fabricii de conserve din satul Coșnița, care se ocupă cu prelucrarea legumelor și ambalarea lor. 
Orașul dispune de o piață, 3 filiale ale băncilor comerciale și 2 filiale ale companiilor de asigurări, precum și de o instituție de consultanță juridică.

### Finanțele publice locale
Veniturile bugetului local în anul 2002 au constituit 4.017,9 mii lei și au fost cu 28% mai mari decât în anul precedent. Cea mai mare pondere în veniturile locale o dețin defalcările – 63%. O tendință nouă în ultimii ani este majorarea ponderii transferurilor în structura veniturilor publice locale, astfel în anul 2001 ele constituiau 19%, iar în anul 2002 au ajuns la 31%.
Structura cheltuielilor publice locale este caracterizată de dominarea cheltuielilor pentru educație 2.062 mii lei sau circa 60% din totalul cheltuielilor. Pentru aparatul primăriei au fost utilizați 396,9 mii lei, construcția și întreținerea drumurilor, străzilor și podurilor 540,6 mii lei, cultura, arta, sportul 320,6 mii lei și alte destinații 159,6 mii lei.

## Administrație și politică

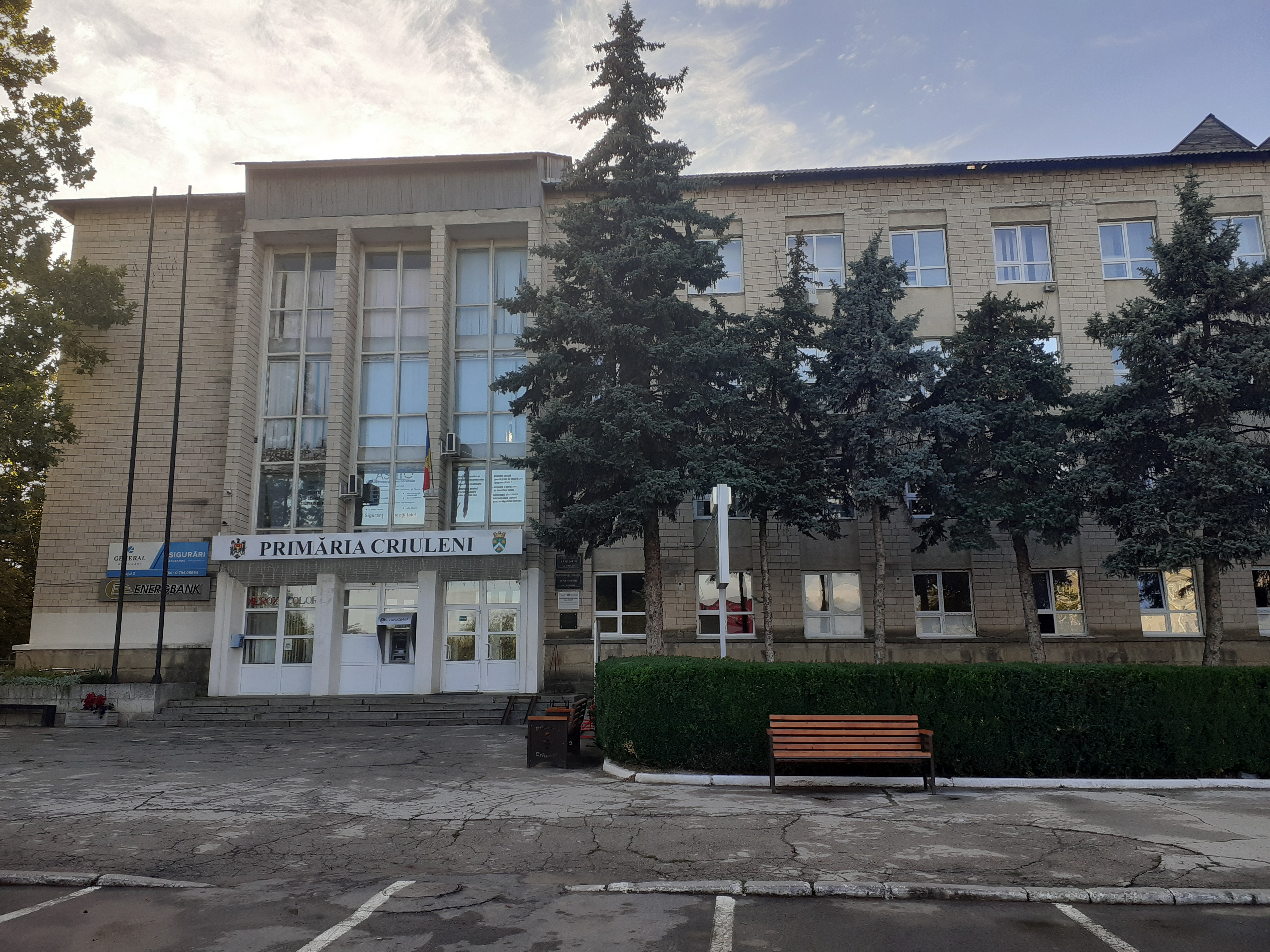
Primăria

Primarul orașului Criuleni este Mihail Sclifos (PSRM), reales în noiembrie 2023.
Componența Consiliului local Criuleni (17 consilieri), ales la 5 noiembrie 2023, este următoarea:
|  | Partid                                       | Consilieri | Componență | Componență | Componență | Componență | Componență | Componență | Componență | Componență | Componență | Componență | Componență |
|  | -------------------------------------------- | ---------- | ---------- | ---------- | ---------- | ---------- | ---------- | ---------- | ---------- | ---------- | ---------- | ---------- | ---------- |
|  | Partidul Socialiștilor din Republica Moldova | 11         |            |            |            |            |            |            |            |            |            |            |            |
|  | Partidul Acțiune și Solidaritate             | 4          |            |            |            |            |            |            |            |            |            |            |            |
|  | Candidat independent MIHAIL SCLIFOS          | 1          |            |            |            |            |            |            |            |            |            |            |            |
|  | Coaliția pentru Unitate și Bunăstare         | 1          |            |            |            |            |            |            |            |            |            |            |            |

### Simboluri
Stema: pe verde, un căprior de argint, surmontat de o cruce recruciată, de același metal, și însoțit de trei stejari dezrădăcinați, de aur. Scutul timbrat de o coroană murală de aur cu trei turnuri.
Drapelul orașului Criuleni reprezintă o pânză rectangulară (2:3) albă, cu un unghi culcat (pointe couchée) verde, încărcat cu un stejar dezrădăcinat galben.
Semnificația elementelor heraldice:
- crucea terasată invocă „una din cele două legende ale întemeierii Criuleniului, unde este vorba de voinicul Criuleanu, [care], apărând țara de păgâni, a căzut în luptă și a fost înmormântat pe malul drept al bătrânului Nistru”;
- stejarii exprimă „trăinicia și forța”;
- capul de bour reprezintă „simbol tradițional național” moldovenesc, simbol al vigurozității, muncii, răbdării;
- brâiele alb-albastre simbolizează apele fluviului Nistru;
- milesimul „1618” reprezentă data ipotetică a atestării localității.

## Infrastructură

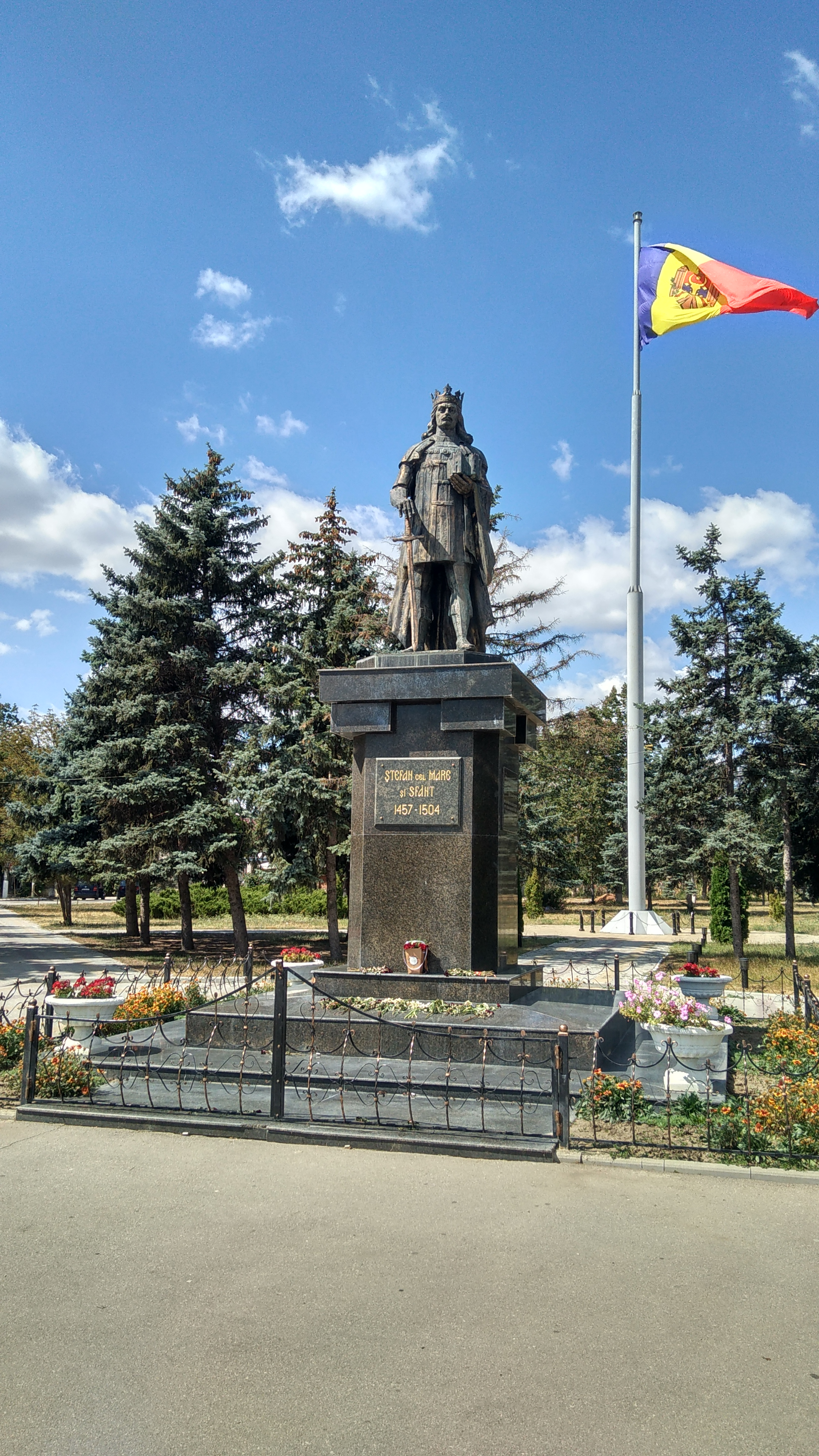
Statuia lui Ștefan cel Mare din oraș

Drumurile publice din orașul Criuleni au o lungime totală de peste 35 km, dintre care cele cu acoperire rigidă constituie 21 km. Drumurile naționale cu acoperire rigidă au o lungime de 18 km, cele locale – respectiv 3 km.
Populația orașului Criuleni este de 10.000 locuitori, dintre care 8.700 locuiesc nemijlocit în oraș, iar restul în cele două localități rurale Ohrincea și Zolonceni, care intră în componența orașului. Din cei 8.700 de locuitori 6.800 sau 78% sunt moldoveni, restul – ruși, ucraineni și alte naționalități. Pe teritoriul orașului sunt: o instituție preșcolară, 2 școli de cultură generală în care învață 525 elevi, un liceu cu 727 elevi și două instituții profesionale de învățământ în care își fac studiile 580 elevi.
Sistemul de ocrotire a sănătății este format din spitalul raional, un centru al medicilor de familie și patru farmacii. În sistemul de ocrotire a sănătății activează 112 medici și 314 personal medical mediu. În domeniul sportului orașul dispune de un stadion și o școală sportivă pentru copii.

## Cultură

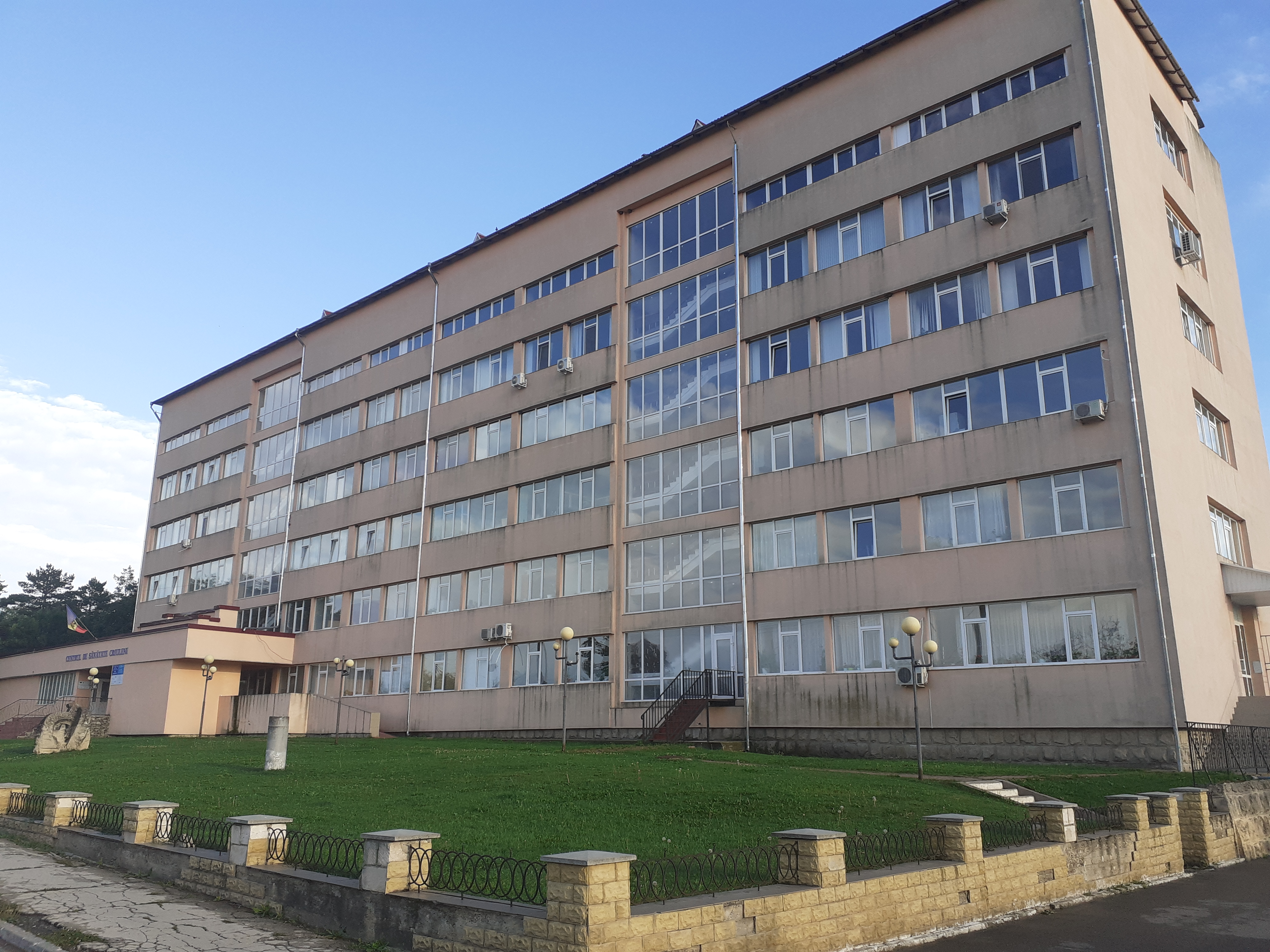
Centru de sănătate

Instituțiile culturale din oraș sunt Biblioteca Publică Orășenească ”Tamara Isac” (director Viorica Șapavalov), care a fost fondată în anul 1946 cu un număr de 2185 exemplare de carte, actualmente biblioteca pune la dispoziția comunității circa 61911 exemplare de documente de diferite tipuri, oferă asistență în căutarea și difuzarea diverselor surse de informare și documentare, copierea și imprimarea publicațiilor din colecția sa, acces gratuit la Internet.
Școala de Arte pentru copii (director Natalia Dimitrașco), casa de cultură, muzeul etnografic și Centrul de creație și agrement pentru copii. De asemenea în satul Ohrincea, care intră în componența orașului, funcționează o bibliotecă sătească și o casă de cultură. În oraș apare buletinul informativ local al primăriei Criuleni.

## Personalități
- Boris Dînga (1923-2005), pedagog, fost director al Școlii Medii nr. 1 din Criuleni

### Născuți în Criuleni
- Viktor Gavrikov (1957 – 2016), mare maestru de șah sovietic și elvețian;
- Oleg Voronin (n. 1962), om de afaceri și politician;
- Iurie Muntean (n. 1972), politician;
- Serghei Cleșcenco (n. 1972), antrenor de fotbal și fost fotbalist;
- Maria Spînu (n. 1985), fotbalistă;
- Vasile Carauș (n. 1988), fotbalist;
- Alexandra Camenșcic (n. 1988), biatlonistă și schioare fondistă;